# Knightia
- Commons
- Wikispecies

Knightia é um género botânico pertencente à família Proteaceae.